# 陪審制

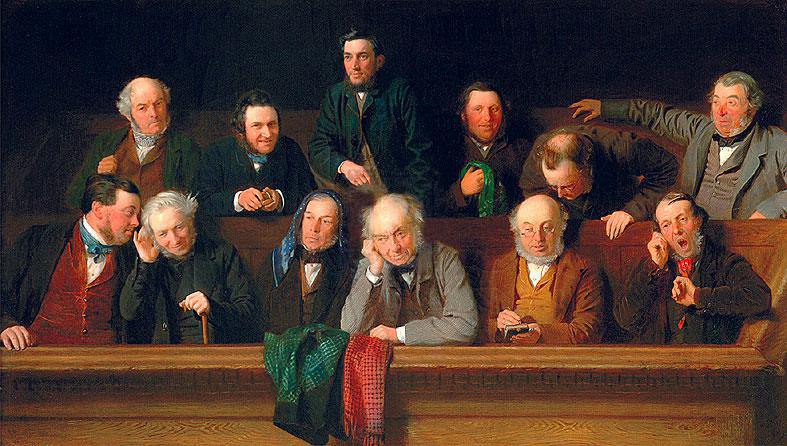
「陪審」(The Jury)ジョン・モーガン筆、1861年。英国・バックス州博物館蔵

陪審制（ばいしんせい、英: jury trial, trial by jury）とは、陪審員が判決や事実認定を行う合法的な手続きのことである。これは、裁判官または裁判官団がすべての決定を下すベンチ・トライアル (bench trial)とは異なる。
陪審員裁判は、多くのコモン・ローの司法制度において、重大な刑事事件のかなりの部分で用いられているが、すべてではない。アジアのコモン・ロー地域（シンガポール、パキスタン、インド、マレーシアなど）では、陪審員が偏見を持ちやすいという理由で陪審員裁判を廃止している国が多い。また、多くの大陸法国では、刑事事件については、陪審員や裁判員が法制度に組み込まれている。米国のみが、刑事事件以外の様々な事件で陪審員裁判を日常的に利用している。他のコモン・ロー法域では、民事事件全体の中でごく一部の事件（イングランドやウェールズにおける悪質な起訴や誤った投獄の訴訟など）でのみ陪審裁判を採用しているが、世界の他の地域では、民事陪審裁判はほとんど行われていない。しかし、一部の大陸法地域では仲裁パネルが設置されており、法的な訓練を受けていないメンバーが、仲裁パネルのメンバーの専門分野に関連する特定の主題分野の事件を決定している。
陪審裁判は、大陸法制度ではなくコモン・ロー制度の中で発展してきたものであり、たとえ特定の事件で実際にはベンチ・トライアルが想定されていたとしても、米国の民事訴訟規則や刑事訴訟規則の性質に大きな影響を与えてきた。一般的に、適切に要求されれば陪審員裁判を受けることができるため、事実認定は複数回の審理ではなく1回の裁判に集中し、裁判の判決に対する上訴審査は大幅に制限されている。コモン・ロー制度を持たない国では、陪審裁判の重要性ははるかに低い。

## 概要

### 構成
陪審には、刑事事件で被疑者を起訴するか否かを陪審員が決定する大陪審（だいばいしん、英:grand jury、起訴陪審）と、陪審員が刑事訴訟や民事訴訟の審理に参加する小陪審（しょうばいしん、英:petit jury、審理陪審）がある。これらの名称は、伝統的に大陪審は23人、小陪審は12人で構成されていることによる。一般に陪審という場合は小陪審のことを指す。
陪審員は一般市民から無作為で選ばれ、刑事事件や民事事件の審理に立ち会った後、陪審員のみで評議を行い、結論である評決を下す。同様に一般市民が裁判に参加する制度として参審制や、日本で実施されている裁判員制度があるが、陪審制は裁判官が評議に加わらず、陪審員のみで事実認定と法の適用を行う点でこれらと異なる。
陪審制はイギリスで古くから発展し、アメリカ合衆国等に受け継がれたものである。
アメリカでは連邦や各州の憲法で刑事陪審及び民事陪審が保障されており、年に9万件以上の陪審審理が行われている。イギリスでも刑事陪審は行われているが、民事陪審はほとんど行われていない。その他、オーストラリア、カナダ、韓国、デンマーク、ニュージーランド、ロシア等で陪審制が行われている。
日本でも戦前、1928年（昭和3年）から刑事陪審が実施されたが、1943年（昭和18年）に施行停止されたまま現在に至っている。

### 審理手続
現在陪審制が実施されている主な国であるアメリカ（連邦、各州）及びイギリス（イングランド、ウェールズ）における一般的な陪審審理の手続は、以下のとおりである。
陪審員の数は、伝統的には12人であるが、法域（国や州）によって、これより少ない人数としているところもある。陪審員は、一般市民の中から無作為で選任され、宣誓の後、法廷の中に設けられた陪審員席に着席して審理（対審）に立ち会う。

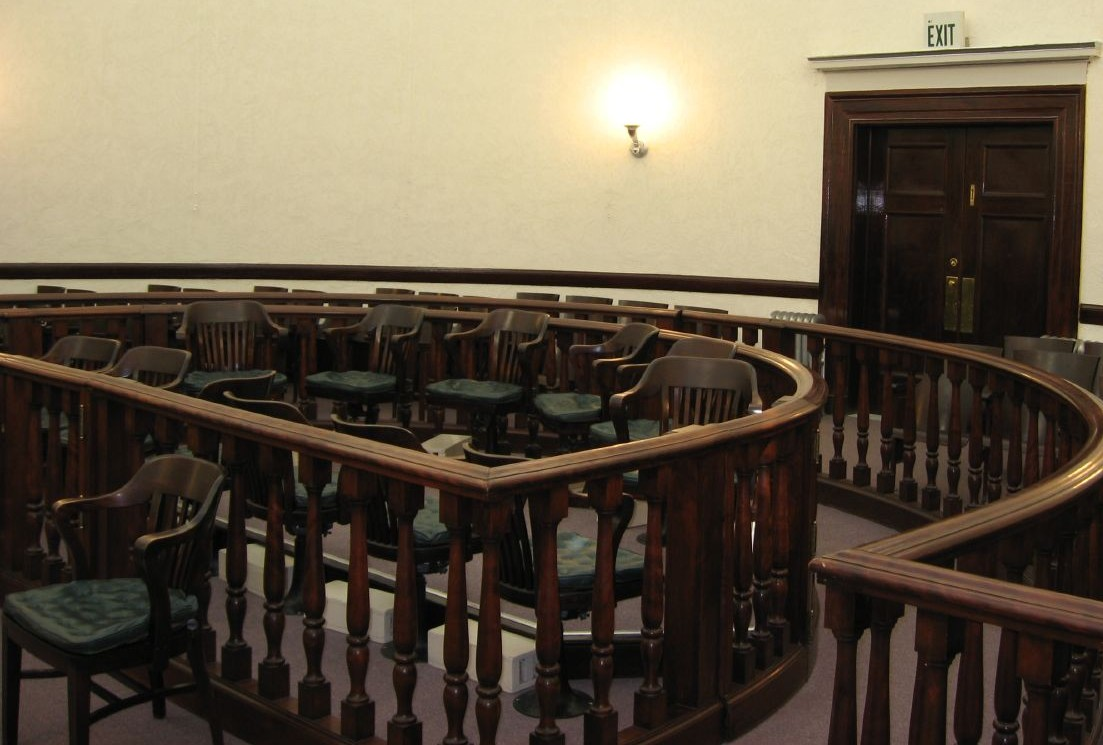
ネバダ州にある裁判所の陪審員席。通常は陪審員席は左右どちらかの壁際にあり、法廷の中央に設けられているのは珍しい。

陪審員の参加する審理においては、裁判官は法廷を主催して訴訟指揮（異議の裁定など）を行い、陪審員が偏見を与えられたり、不適切な証拠が法廷に持ち込まれたりすることを防ぐ。そして、裁判官は、審理が終わった段階で、陪審員に、どのような法が適用されるべきかという詳細な説示 (英:instruction, charge) を行う。陪審は、法廷に提出された証拠と、裁判官の説示を踏まえ、事実認定とその事実に対する法の適用の双方について密室で評議した上で、評決 (英:verdict) を答申する。民事陪審では、例えば被告の責任の有無だけでなく損害賠償額についても評決を答申する。刑事事件では、陪審が有罪・無罪を答申し、有罪の場合の量刑については裁判官が決定するのが原則である。評決は、伝統的に全員一致であることが必要であるが、現在では、法域によって特別多数決（11対1や10対2など）を認めるところもある。陪審員の意見が分かれ、全員一致や特別多数決の条件を満たさない場合は評決不能 (英:hung jury) となり、新たな陪審の選任から裁判をすべてやり直す必要がある法域が多い。
評決が出た場合、裁判官は、その評決に従って判決を下す。ただし、陪審員の判断が証拠を無視した著しく不適切なものであると判断したときに、裁判官が、陪審員の判断によらず判決を下すことができる場合がある（後述#アメリカの民事陪審における「法律問題としての判決」など）。

## 類似制度
詳しくは各項目を参照

### 参審制
陪審員だけが事実認定を行う陪審制と異なり、職業裁判官と民間人（参審員）がともに審理・評議を行う制度のこと。主にヨーロッパの大陸諸国で採用されている。参審員は、事件ごとに選ばれる陪審員と異なり、任期制である。

### 裁判員制度
日本で2009年（平成21年）5月21日から施行された裁判員制度は、原則として一般市民から選ばれた裁判員6名と職業裁判官3名による合議体により、一定の重大な刑事事件の審理を行い、事実認定及び量刑を判断するものであり、参審制に近い制度である。ただし、裁判員が事件ごとに選ばれる点では参審制と異なる。

## 歴史

### イングランドにおける生成・発展

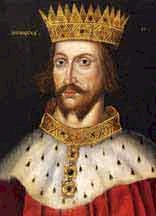
イングランド王ヘンリー2世（在位1154年-1189年）。今日の陪審制の原型となる制度を設けた。

陪審の起源は、少なくとも9世紀初頭のフランク王国で、国王の権利を確認するために地域の重要な者に証言させた制度 (Frankish Inquest) に遡ることができる。カール大帝の息子、ルートヴィヒ1世が、829年に、国王の権利について判断する際、その地方で最も優れた、最も信頼できる人物12人に宣誓の上陳述させるという制度を設けた。この制度がノルマン・コンクエスト（11世紀）を経てイングランドに伝えられたとされる。なお、こうして大陸からもたらされた制度とは別に、997年ころアングロ・サクソンの王エゼルレッド2世が、12人の騎士に、聖物に対して「いかなる無実の者も訴追することなく、いかなる有罪の者を隠すことはない」との宣誓をさせることとした法律にも、陪審の一つの起源を遡ることができるという説がある。

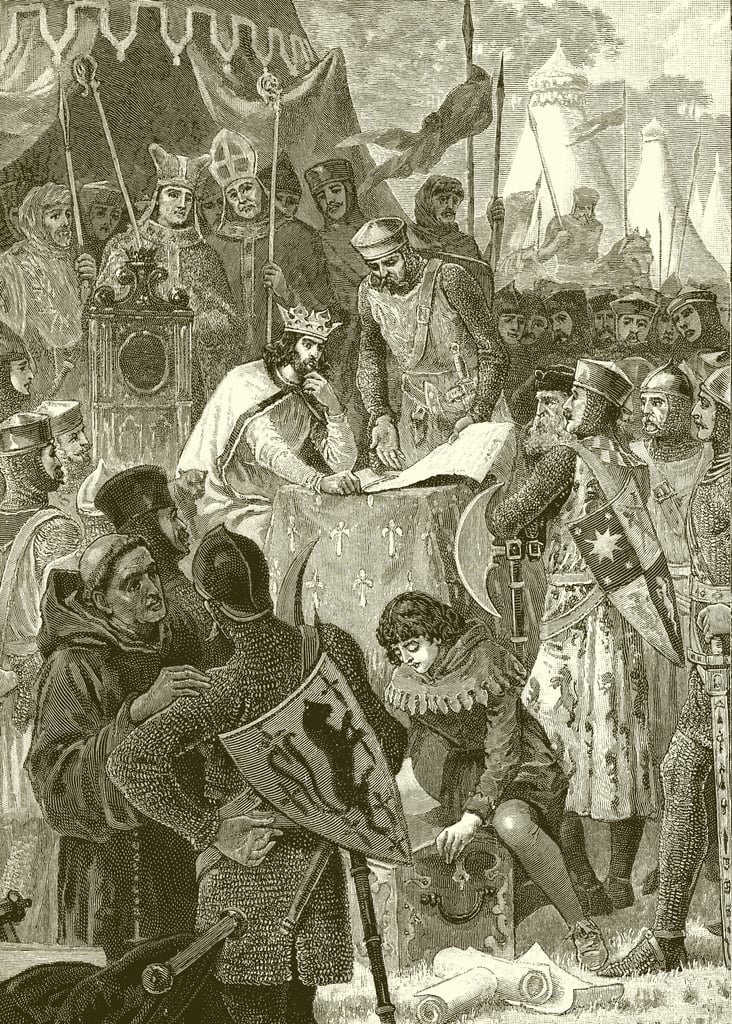
マグナ・カルタに署名するジョン王（在位1199年-1216年）。

いずれにしても、現代の陪審制の形成については、12世紀のイングランド王ヘンリー2世の設けた制度と、1215年のマグナ・カルタが大きく寄与したという点で多くの歴史家が一致している。ヘンリー2世は、司法制度に対する国王の支配を及ぼすために陪審を利用したと言われる。ヘンリー2世は、土地と相続の争いを解決するためにアサイズ (assize) という訴訟類型を設けた。そこでは、自由かつ法律上の資格のある男性12人が集められ、宣誓の下、誰が真の所有者ないし相続人であるかについて自らの知識を述べた。これは今日の民事陪審の原型といえる。ヘンリー2世は、刑事裁判でも、1166年のクラレンドン勅令において、後の大陪審に当たる訴追陪審を創設し、法律上の資格のある男たちに、宣誓の下、犯罪について疑わしい人物を誰か知らないか報告させた。当時、こうして訴追された者は神明裁判にかけられていた。
1215年のマグナ・カルタでは、同輩から成る陪審の判決によるのでなければ処罰されないという権利が宣言された（39条）。これは、貴族が王権を制限するためにジョン王に認めさせたものであった。同じ年、第4ラテラン公会議で、教皇インノケンティウス3世が、聖職者の神明裁判への参加を禁じたことにより、神明裁判を行うことが難しくなったこともあって、それに代わるものとして陪審による審理が広がっていった。
そのころの陪審の役割は、まだ、証人として自らの知識を述べるというものであった。証拠に基づいて事実認定を行うという現代的役割を担うようになったのは、14世紀ないし15世紀になってからである。もっとも、その後も、17世紀ころまでは、陪審員は法廷に現れた証拠のほかに個人的な知識に基づいて評決を下すことができ、その点で中立性は強く要求されていなかった。
また、初期の陪審制においては、陪審員が、有罪評決を答申するまで監禁されるということも行われていた。星室裁判所では、有罪評決を出すことを拒んだ陪審員に対し、土地や財産を没収して処罰したことが知られている。このような伝統からの転換点となったのが、1670年のブシェル事件 (Bushel's Case) であった。クエーカーであったウィリアム・ペンとウィリアム・ミードが集会煽動罪で訴追された際、有罪評決を出すことを拒んだ12人の陪審員は、食べ物や水も与えられずに2晩監禁され、それでも無罪評決を撤回しなかったため、罰金を納めるまでの間懲役刑に処せられた。ブシェルをはじめとする4人の陪審員は罰金を納めることを拒否し、ヘイビアス・コーパスの訴えを提起したところ、高等法院王座部の首席判事は、陪審は事実の認定について他からの干渉を受けないという画期的な判断をしてブシェルらを釈放した。
こうして、17世紀ころには、陪審は被告人にとって、苛酷な刑罰からの防護壁という重要な位置付けを与えられるようになった。古くからのイングランドの刑罰は、重罪事件で有罪になればほとんどが死刑に処せられていたが、中世から18世紀にかけての裁判記録には、陪審員が多くの重罪事件の被告人を無罪としたり、烙印や鞭打ち程度で済む、より軽い罪としたりしたことが記されている。

### アメリカにおける継受
アメリカも、植民地時代からイギリスの陪審制を継受し、13邦ともに憲法で陪審制を保障していた。アメリカ植民地では、陪審制は、当初は重要な地位を占めていたわけではないが、18世紀半ばにイギリスの支配に対する批判が高まってくるにつれて、本国の圧制に抵抗する手段としての役割を果たすようになった。植民地においては、イギリス国王の任命した検察官が訴追を行い、国王が任命した裁判官が裁判を主宰していた中、陪審だけが同じ植民地人から構成されていたからである。1735年には、ニューヨーク植民地の総督に対する批判的記事により文書煽動罪で起訴された新聞出版業者のジョン・ピーター・ゼンガーに、事実関係に争いがなかったにもかかわらず、ニューヨークの陪審が無罪評決を下した。また、イギリスは、植民地の貿易を支配するため、植民地を出入りする商品はイギリスの船舶で運ばなければならないなどとする航海条例に基づく取締りを行ったが、陪審はしばしば無罪評決を出した。これに対し、イギリスは陪審審理を用いない特別裁判所を設置したが、これに対する不満も、アメリカ独立戦争に向かう一つの要因となった。アメリカ独立宣言でも、イギリス国王が「多くの事件で、陪審による審理の利益を奪ったこと」を非難している。

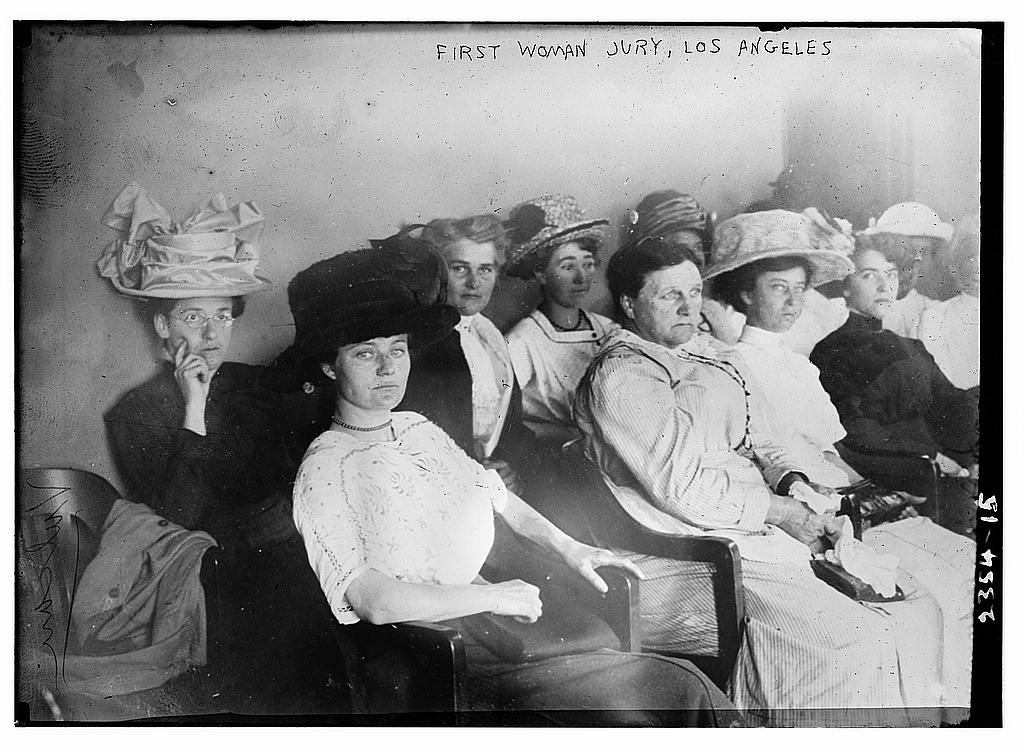
ロサンゼルスにおける最初の女性の陪審（1911年）。

1788年に発効したアメリカ合衆国憲法では、刑事陪審が保障された（3条2節3項）。このとき民事陪審の保障が入らなかったのは、陪審が地元の訴訟当事者に有利に判断しがちであるということが懸念されたためであるが、民事陪審の保障に対する州の要求は強く、1791年の憲法修正条項（権利章典）で刑事陪審及び民事陪審の権利が保障された（修正6条、7条）。同時に、大陪審も保障された（修正5条）。
当初は、陪審員になることができるのは十分な資力のある白人男性に限られていたが、1868年に憲法修正14条が批准された後、連邦最高裁は陪審員の資格を白人男性に限る州法は修正14条の平等保護条項に違反するとして、人種による差別を禁止した。ただ、その後も、陪審員選任の過程で黒人が排除されるという実態は根強く残った。女性も、1920年に選挙権が付与されたものの、男性と平等の条件で陪審員を務めることができるようになったのは1975年になってからであった。

## 議論

### 意義

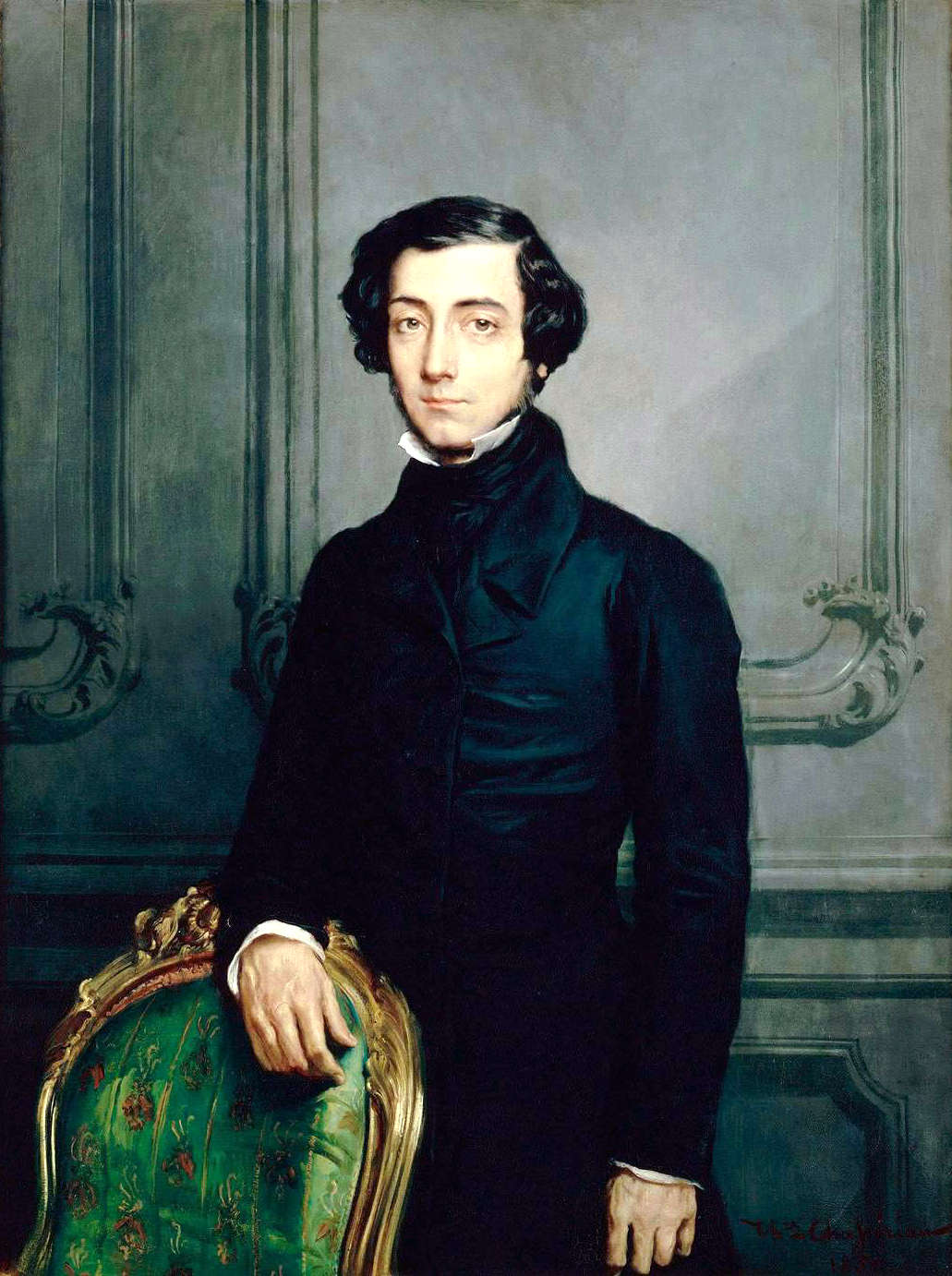
訪米中に陪審制を観察したフランスのトクヴィルは、「陪審は、人民に統治を行わせるための最も力強い方法であるとともに、人民に良く統治することを教えるための最も効果的な方法でもある」と述べた。

陪審制には、以下のような意義があると考えられている。
市民の常識や価値観の反映
例えば、民事事件における被告の責任の有無や損害賠償額についての判断、刑事事件における「正当防衛」や「合理的疑い」といった法概念の適用に際して、陪審は社会の感覚を示すことができると指摘されている。
権力や体制に対する抑制機能
前述のとおり、歴史的に、陪審制は権力の濫用に対する防護壁としての位置付けが与えられてきた。
アメリカの連邦最高裁も、後述の判決（ダンカン判決）の中で、刑事陪審の意義について、「被告人に、同輩によって構成される陪審による審理を受ける権利を与えることは、被告人に、不正な、あるいは熱心すぎる検察官や、（検察官に）迎合的な、あるいは偏った、あるいは常識外れの裁判官に対する貴重な防護壁を与えることとなる」と説明している。
後述の#陪審による法の無視も、このような役割の最も顕著な例として位置付ける見方がある。
参加型民主主義
アメリカでは、陪審制は民主主義の実現にとって重要であると考えられている。アレクシ・ド・トクヴィルは、著書『アメリカのデモクラシー』で、陪審制を人民による統治を確立するための重要な方法と位置付けている。
市民に対する教育的効果
陪審制は、参加した市民に対し司法制度について学ぶ機会を与えるだけでなく、陪審審理を題材としたテレビ番組や映画などを通して、一般市民の司法制度への理解を広める効果があると指摘されている。
裁判の迅速化
陪審制の副次的効果として、集中審理により短期間で結論を出すことになり、裁判の長期化が避けられるという利点がある。

### 批判
一方、陪審制に対しては、陪審の事実認定能力・法適用能力に対する疑問や、陪審制にかかるコストの面から、次のような批判がある。
陪審員の持つ偏見
陪審審理は、陪審員の感情や偏見に左右されやすく、地域感情や歴史的経緯などの点で「よそ者」、「嫌われ者」が不利になることも否定できないとの批判がある。
このような批判に対し、特に無意識の潜在的な偏見については、一概に裁判官よりも陪審の方が偏見にさらされやすいとはいえないとの指摘もされている。
なお、1966年に発表された大規模な調査では、裁判官に対し、陪審の判断について自分であればどのように判断したかを回答してもらったところ、裁判官と陪審の判断が一致する率は、刑事・民事事件ともに75%を超えていた。意見が分かれる場合には、刑事事件では陪審の方が無罪に傾く傾向が見られたが、民事事件では有意な傾向は見られなかった。この結果については、意見が分かれるのは事実認定が難しく裁判官でも判断が微妙な事件ではないか、また陪審の方が「合理的疑いを超える証明」について高い要求をしているからではないかといった指摘がされている。
法適用能力に対する疑問
法律の適用（当てはめ）は、法律家こそが最も訓練を受けている分野であるにもかかわらず、それを陪審員に任せてしまうことには問題があるとの指摘がある。例えば、不法行為の領域では、過失の有無の判断に当たって、事故を防止するための費用と、防止策によって得られる便益（事故によって発生し得る損失や、事故が発生する確率）とを比較すべきであるにもかかわらず、陪審員はそれを理解できず、個人対企業の不法行為訴訟では、原告の被害と被告の富裕さに突き動かされて、陪審員はあらゆる原告の被害を補償してあげようとしてしまうと批判されている。
裁判のパフォーマンス化
弁護士は、陪審員の同情を引いたり心証を良くしたりするために、しばしば劇的な弁論を行うため、弁護士のパフォーマンスではないかとの批判もされている。
もっとも、パフォーマンスといっても必ずしもテレビドラマや映画のような派手な振る舞いと同じものではなく、論理的かつ理解しやすい形で弁論を組み立て、陪審員を説得する技術が重視されているのではないかとの指摘もされている。
また、実証的研究に基づくと、陪審の判断が弁護士の巧拙によって左右されたと考えられるのは多くとも0.25%程度であるとの指摘がされている。
陪審審理にかかるコスト
陪審員に対して支払われる日当・交通費だけでなく、陪審員の召喚・選任手続から審理・評決に至るまでの過程で少なからずコストがかかる。評決不能などで再審理を行わなければならない場合には、当事者の負担も大きい。
また、陪審員の側でも、仕事や学業に影響が出るというデメリットがある。
アメリカでは、陪審制に対する様々な批判があるが、陪審制へのアメリカ市民の信頼度は、弁護士、裁判官、連邦議会、連邦最高裁判所に対する信頼度よりも高く、陪審制の廃止論は強くない。
イギリスでは、自由と民主主義の守り手、市民の常識の反映といった陪審制の意義を擁護する意見がある一方で、民衆に多大な負担を課しながら「熟練した」犯罪者らに制度をうまく利用する機会を与えるだけの、高コストで時代遅れのものになっているとか、陪審制自体はよいとしても複雑な事件やデリケートな事件には向かないといった批判も強く、費用と時間の観点から、20世紀を通じて陪審の適用範囲及び権限は大きく縮小された。

### 法の無視
陪審が事実認定と法の適用を行う際、その前提となる法は裁判官の説示に従うこととされている。しかし、陪審の評決は、結論のみを示し、そこに至る理由を示さない一般評決が原則であるため（ただし#アメリカの民事陪審では個別評決もある）、陪審が故意に法を無視した評決を下すことが事実上可能である。これを陪審による法の無視（法の無効化とも訳す。jury nullification）という。典型的なのが、被告人の有罪を立証する証拠が十分あるにもかかわらず、その行為を処罰する法自体が正義に反すると陪審が考えた場合に、無罪の評決を出すような場合である。例えば、前記のジョン・ピーター・ゼンガー事件、禁酒法時代にアルコール規制法違反で訴追された被告人に無罪評決が多く出された例、黒人や公民権運動の関係者に対する殺害等で訴追された白人至上主義者に、全員白人の陪審が無罪評決を出した例などが挙げられている。
陪審による法の無視は、民事・刑事いずれでも起こり得るが、特に刑事事件で陪審が十分な証拠にもかかわらず無罪評決を下した場合、英米法では二重の危険の禁止により検察官の上訴は許されないので、上級審が法適用の誤りを理由に再審理を命じるなどして訂正する手段がない。
陪審による法の無視については、法律問題への陪審による不当な介入であり、当然許されないという否定的な見方と、民間人の価値観を反映することも法の健全な発展・改革にとって意味があるという肯定的な見方がある。中には、陪審には悪法を無視する権限があるとして、積極的にこれを呼びかける団体もある。
アメリカの連邦最高裁の判決には、「陪審は、過酷な法を執行することを拒否することにより、より高次の正義を与えることもできる」という、陪審による法の無視を想定した表現もある。一方、連邦控訴裁判所の判決には、「陪審による法の無視は、説示された法を適用するという陪審員の宣誓に違反するものである」として、法の支配の観点から、陪審による法の無視は望ましくなく、陪審員が証拠の有無にかかわらず無罪としようとしていることが分かった場合には裁判官はその陪審員を解任できるとの判断を示したものがある。少なくとも、陪審が法を無視することができるということを、裁判官が説示の際に述べるのは不適当であるという考え方が一般的である。

### 報道
陪審員が個人の知識をもとに裁判を行っていた古くの陪審とは異なり、現代の陪審は法廷に現れた証拠のみによって判断しなければならず、中立公平性が強く要求される。しかし、審理（トライアル）前や審理中の報道によって将来の陪審員又は現在の陪審員に偏見が与えられると公平な審理が妨げられるので、報道による陪審への影響をいかに防ぐかが問題となる。
イギリス（イングランド、ウェールズ）では、評決が下されるまでの間、事件に関する報道を厳しく制限することにより、陪審への影響の防止を図っている。すなわち、制定法やコモン・ローにより、マスメディアの事件報道に対し、重い罰金（場合によっては拘禁）などの制裁を伴う強い規制を課している。審理前には、関係者の名前や予備審問の日時・場所のような最低限の情報しか報道してはならない。予備審問等は一般に公開されているものの、その内容を広く伝えることは規則によって禁じられている。審理が始まった後も、報道は手続を正確に伝えるものでなければならず、現在又は将来の手続（まだ審理が始まっていない別件の手続も含む）に害を及ぼすようなものであってはならない。これらに違反した場合は法廷侮辱罪による処罰の対象となり（実際上、処罰されるのは審理に深刻な影響を与える実質的な危険がある場合に限られている）、時々、法廷侮辱罪による処罰が行われる例がある。スコットランド、アイルランドも概ね同様の規制を敷いており、オーストラリア、ニュージーランド、カナダでは、これより緩やかな規制をしている。
これに対し、アメリカでは、報道の自由（憲法修正1条）の観点から、マスメディアに対する報道規制には、厳しい憲法上の制約が課せられている。もちろん、アメリカでもマスメディアによる陪審員への影響は問題となり、連邦最高裁は、関係者から事件に関する様々な情報がマスメディアに流された事案で、被告人の公平な審理を受けるというデュー・プロセスの権利が侵害されていると判断し、裁判官は適切な措置を取るべきであったとした。しかし、連邦最高裁は、1976年のネブラスカプレス事件判決で、マスメディアに対する報道禁止は表現に対する事前規制であることから、厳格な審査基準で合憲性が審査されるとしている。したがって、このような報道禁止が憲法上許されることはほとんど考えられないとされる。また、被告人の前科や、まだ証拠能力を認められていない被告人の自白などを報道することに刑事罰を科す事後規制も、厳格な審査基準で審査される。さらに、報道による将来の陪審員に対する影響を防ぐために予備審問等のトライアル前手続を非公開にすることも、限られた場合にしか認められない。予備審問手続へのアクセスには憲法修正1条の権利が及ぶためである。
したがって、アメリカでは、報道による偏見の流布を防ぐための方法としては、弁護士や検察官のマスメディアに対する発言を制限する法曹倫理規定が大きな役割を果たしている。ほとんどの州では、アメリカ法律家協会 (ABA) が作成した法曹倫理模範規定の三つのバージョンのいずれかを採用している。これは、記者会見やインタビューなど、弁護士の法廷外でのメディアに対する発言を規制するものであり、これに違反すると懲戒処分を受けることとなる。連邦司法省でも、検察官を含む職員を対象に同様のルールを定めている。
また、偏見を及ぼすような報道がされた場合に、陪審に偏見を持ち込まないため、次のような手段が用意されている。
法廷地の変更
報道による影響を受けていない地域へ事件を移送するもの。もっとも、小さい州などでは報道の影響が州全体に広まってしまい意味がない場合もある。
陪審員候補者団の変更
一部の州では、法廷地はそのままで、陪審員候補者団を他の地域から選ぶことができる制度が設けられているところもある。
延期続行
報道の影響が一時的で、一定期間内に収束すると思われる場合には、訴訟手続を延期続行することもあり得る。
陪審員の選任過程における審査
陪審員の選任過程における予備尋問と、それに基づく忌避の手続は、報道による影響を受け公平な裁判ができない陪審員候補者を取り除くための重要な役割を果たしている。
陪審員の報道等への接触禁止
陪審員は、選任された後は、評決に至るまで、事件に関する報道を見聞きしないよう求められる。
陪審員の隔離
評議が1日で終了しない場合、報道が過熱しているような一部の刑事事件では、陪審員が隔離され、ホテルへの宿泊や他者との接触の禁止を命じられることもある。事実審理（トライアル）の期間中を通じて隔離されることはほとんどないが、評議中に隔離されることは場合によってあり得る。なお、O・J・シンプソン事件では陪審は8か月半の間隔離されたが、これは極めて例外的な場合である。

### 評議の秘密
アメリカでは、アメリカ合衆国憲法修正第1条により、審理前の報道が自由に行われるのと同様、審理後に陪審員が評議の内容を話すのも自由であり、評議の体験談をタブロイド紙、出版社、テレビ局などに売る者さえいる。このため、注目を集める事件などでは、内幕話を売ろうという思惑によって陪審員の行動がゆがめられてしまったり、記者が陪審員らに強引に取材をしたりするという問題もある。一部の裁判所では、例外的に、報道機関に対し、陪審員からの取材内容についての規制を課すこともあるが、陪審員自身に対する規制を課すことはほとんど行われない。
一方、イングランド、ウェールズ、北アイルランド、カナダでは、陪審員が評議の内容を明らかにすることは禁止されている。イングランド・ウェールズでは1981年法廷侮辱罪法8条により評議内容を聞き出したり漏らしたりする行為を罰する明文規定を設けたが、これに対しては陪審制についての学術的研究の妨げになっているとの声もある。オーストラリアでは、報道機関が審理終了後に陪審員に接近する行為は法廷侮辱罪で処罰されるが、陪審員個人が自分から無償で話をすることは許されている。ニュージーランドでも、判例法により、報道機関が陪審員にインタビューをする行為は法廷侮辱罪で処罰される。

### 英米法に与えた影響
陪審制は、イギリスにおいてコモン・ロー（英米法）とともに長年発展してきたことから、陪審制がコモン・ローに与えた影響は大きい。主に手続面では、次のような点が指摘されている。
- 陪審員にも分かるように、法が極端に難しくなることが防がれた。
- 陪審員の負担軽減のため、集中審理が行われるようになった。
- 後述のサマリ・ジャッジメントのように、陪審審理を不必要に行わないために争点を絞り込む手続が発達した。
- 集中審理における不意打ちを防止するため、証拠開示（ディスカバリー）の手続が発達した。
- 陪審員に訴えかけるため、法廷における尋問等の技術が発達した。
- 伝聞証拠禁止の原則のように、陪審員が判断を誤らないための証拠法が発達した。

また、契約法の分野でも、次のような点で陪審制の影響が指摘されている。
- 一定の種類の契約には書面と債務者の署名がなければ裁判上の救済が与えられないという詐欺防止法は、17世紀のイギリスで、偽証によって陪審をだます訴訟詐欺を防ぐために制定されたとされる[61]。
- 契約の内容については契約書の内容によって立証すべきで、それ以外の証拠（口頭の約束等）は排除されるという 口頭証拠排除法則 は、契約から時間が経ってからの当事者（特に経済的弱者の側）の供述を、陪審が安易に受け入れてしまいやすいため、それを防ぐために形成されたとの説がある[62]。

さらに、刑事法の分野でも、陪審審理が面倒でコストがかかるものになったことが、司法取引が発達した一つの要因として挙げられることがある。

## アメリカ合衆国

### 刑事陪審

#### 保障
アメリカ合衆国では、重罪で訴追された者は、陪審による審理を受ける憲法上の権利を有する。すなわち、アメリカ合衆国憲法第3条では、「すべての犯罪の審理（トライアル）は陪審によって行われる。審理はその犯罪が行われた州で行われる。」と規定されており、さらに修正6条では「すべての犯罪の訴追において、被告人は、犯罪の行われた州及び地区の公平な陪審による、迅速かつ公開の審理を受ける権利を有する。」と規定している。これらの規定は、直接的には連邦の裁判所に適用されるものだが、修正14条1節のデュー・プロセス（適正手続）に陪審制の保障も含まれることによって州にも適用されるとするのが連邦最高裁の判例である（ダンカン対ルイジアナ州事件）。
合衆国憲法上は、軽微な犯罪については陪審審理の権利はないとされ（ダンカン判決）、自由刑の上限が6か月を超えるか否かが基準とされている。すなわち、上限が6か月以下の自由刑に当たる罪の場合には、陪審審理は合衆国憲法上要求されておらず、そのような事件では各州が陪審審理を許すか否かを選択できる。
合衆国憲法とは別に、ほとんどの州の憲法でも、刑事陪審の権利を保障している。
なお、連邦最高裁は、被告人は、有罪か無罪かの点だけでなく、制定法や量刑ガイドラインが原則的に設けている上限を超えて被告人の刑を加重するための事実についても、陪審審理を受ける権利を有していると判断した。

#### 陪審審理の放棄
アメリカの刑事事件の大多数は、陪審の評決ではなく、司法取引によって決着している。すなわち、被告人がアレインメント（arraignment; 罪状認否手続）で有罪の答弁 (plea of guilty) をする代わりに、検察官は起訴する罪の数を減らす、軽い罪で起訴する、裁判所に対し軽い刑を求めるといった取引が行われる。被告人が有罪の答弁をした場合は、対審（陪審又は裁判官による事実審理）の権利も放棄されるため、裁判官が量刑を決め判決を下すだけである。多くの州で、一審に起訴された重罪 (felony) のうちトライアルに持ち込まれるのは10%足らずである（#統計の項も参照）。また、トライアルが行われる場合でも、被告人が陪審審理を放棄すると、裁判官による審理 (bench trial) が行われる。
ただし、合衆国憲法上、被告人が陪審審理を放棄できる（裁判官による審理を要求できる）という無条件の権利は与えられておらず、連邦裁判所では検察側の同意と裁判所の承認があった場合のみ、被告人は陪審審理を放棄できる。州でも、陪審審理の放棄を無条件で認めているところは少なく、裁判所若しくは検察官の同意、又はその両方を必要としているところが多い。

#### 陪審員の人数及び選任手続
陪審員の人数は、連邦裁判所では原則として12人であるが、当事者双方が合意したときはそれより少ない構成とすることができる。州によっては、12人より少ない人数としているところもあり、また被告人に12人未満の構成を選択することを認める州もある。合衆国憲法上、6人にまで減らした構成も許されるとされるが、重罪事件で5人の構成とすることは被告人の陪審審理を受ける権利を侵害するもので、違憲であるとされた。

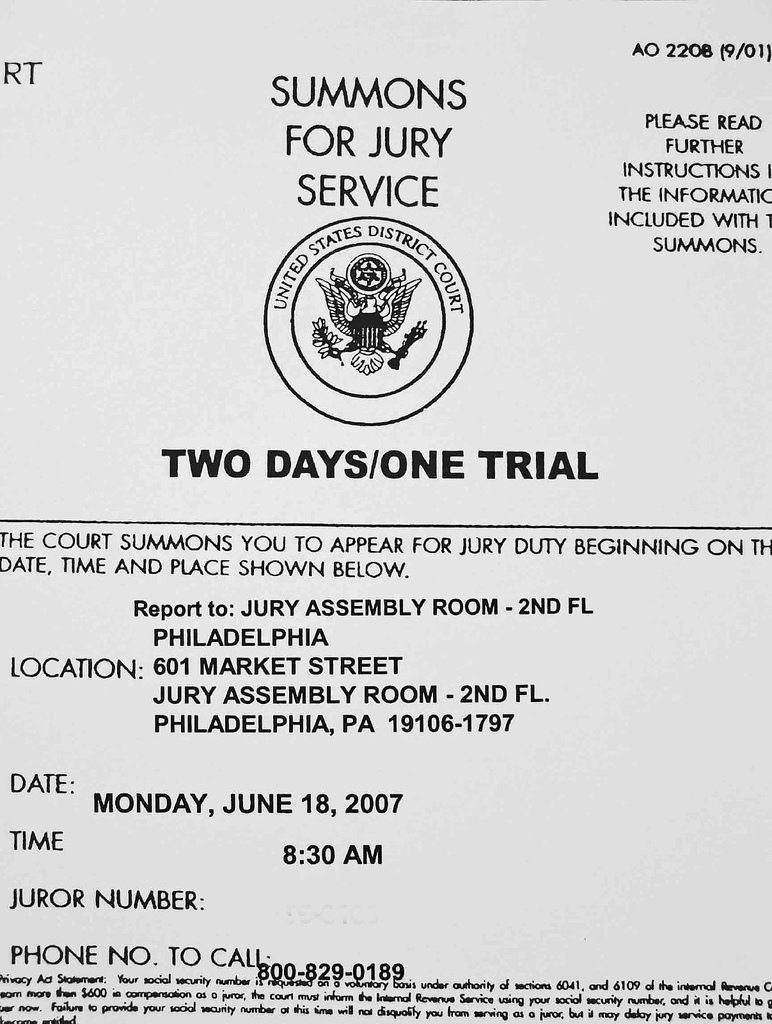
陪審員候補者への召喚状

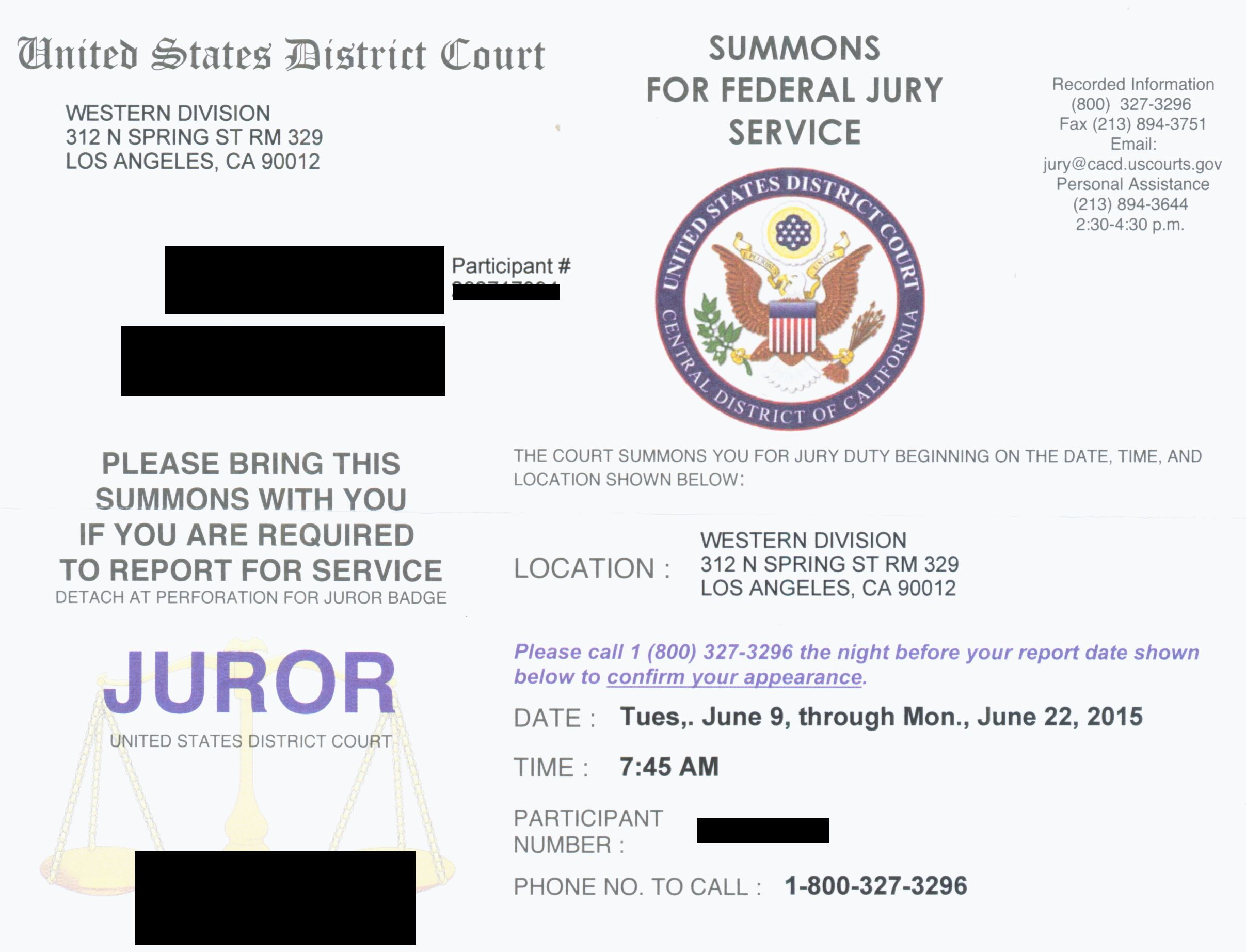
United State District Court Western Division Jury Summons June 2015

連邦裁判所では、陪審員の選任方法は連邦制定法によって定められている。まず、有権者名簿その他の名簿をもとに、陪審員抽選器を用いて陪審員候補者が無作為に必要な数だけ抽出され、その候補者らには、陪審員の資格があるかを判断するための書類 (juror qualification form) が送られる。(1) 18歳以上でその管轄地域に1年以上居住しているアメリカ市民ではない場合、(2) 英語の読み書きができない場合、(3) 英語を話せない場合、(4) 精神的・身体的疾患のため陪審員の任務を行うことができない場合、(5) 係属中の刑事事件又は重罪の前科がある場合は欠格事由となり、裁判官が欠格事由の有無を判断する。欠格事由がない者は、辞退が認められる場合を除き、有資格者となり、その中から必要な時期に陪審員候補者が選ばれ、召喚状 (summons) が発付される。多くの州でも同様の手続をとっている。
こうして集められた陪審員候補者団 (venire) の中から陪審員を選ぶ際には、裁判官又は当事者（検察官・弁護人）から陪審員候補者に対する尋問が行われる。これを予備尋問（voir dire：ヴワー・ディア）という。その結果をもとに、各当事者は、陪審員候補者が偏見を持っているおそれがあるとして理由付き忌避 (challenge for cause) の申立てをすることができる。これには人数の制限はないが、裁判官が申立てに根拠ありと認めた場合に限り、その陪審員候補者は除外される。また、各当事者は、一定の数に限り理由なし忌避 (peremptory challenge) を求めることができる。州裁判所でも、おおむね同様の手続であるが、実際の選任手続のあり方は州によって異なる。

#### 評議及び評決
裁判官は、審理が終わった段階で、陪審に対する説示を行う。説示の中では、(1) 適用すべき実体法、(2) どちらが立証責任を負うかや、立証責任が果たされるに必要な証拠の程度などの証拠法の原則、(3) 評決に達するための手続について説明される。その後、陪審は法廷から評議室（陪審員室）に下がり、非公開で評議を行う。裁判官、訴訟当事者を含め、陪審員以外の者は誰も評議の内容を見聞きすることはできない。評議は複数日にわたることもある。その結果、評決に達した場合は、法廷に戻り、陪審員長又は書記官が評決を読み上げる。
連邦に加え各州でも、陪審の有罪又は無罪の評決には全員の一致が必要である。評決が成立しない場合は評決不能 (hung jury) となり、再度トライアルをやり直さなければならない。なお、かつては、12人の陪審員のうち10人の多数決による評決を認める州法も合憲とされていたが、6人の構成の場合には全員一致の評決でなければならず、5人の多数決による評決は違憲であるとされていた。
刑事事件では、個々の事実についての認定を示す個別評決 (special verdict) はどの法域でも行われておらず、有罪か無罪かの結論を示す一般評決 (general verdict) である。
陪審から、評決に達することができないとの報告を受けた場合、裁判官は、場合によって再評議を命じたり再考を促す追加説示をしたりすることもできるが、最終的には評決不能 (hung jury) による審理無効 (mistrial) となり、新たな陪審の選任からの再審理 (retrial) を行うこととなる。

#### 評決後の手続
陪審が有罪の評決をした場合、裁判官は量刑を行い、判決を言い渡す。陪審は有罪又は無罪の判断を行い、有罪の場合の量刑は裁判官が判断するのが原則であるが、州によっては、特に死刑事件など一部の事件で、陪審が死刑適用の当否や刑期についての意見を述べることができるなど、陪審の判断が量刑を決定ないし左右することがある。
有罪の評決の場合、裁判官が被告人の申立てに基づき、必要な票数が満たされているかを調べるため、個々の陪審員に対し評決に賛同しているか否かを確認すること (polling) が可能である。
陪審の無罪の評決を裁判官が覆すことは許されないが、陪審が有罪の評決をした場合に、裁判官が被告人の申立てに基づき無罪判決 (judgment of acquittal) を下すことは許されている。

### 民事陪審

#### 保障
民事事件で陪審審理を受ける権利は、アメリカ合衆国憲法修正第7条で保障されている。すなわち、「コモン・ロー上の訴訟において、訴額が20ドルを超えるときは、陪審による裁判を受ける権利は維持 (preserve) されなければならない。陪審によって認定された事実は、コモン・ローの準則によるほか、合衆国のいずれの裁判所においても再審理されることはない。」と定められている。
修正7条は、陪審審理を受ける権利を新たに創設するものではなく、1791年（修正7条を含む権利章典が批准された年）の時点のコモン・ローにおいて存在した陪審審理を受ける権利を維持するものである。ここで、コモン・ローとは、アメリカがその時点でイギリスから受け継いだ法制度を意味する。1791年当時のイギリスでは、訴訟はコモン・ローの訴訟とエクイティ（衡平法）の訴訟に分かれていた。コモン・ローの訴訟においては陪審審理を受ける権利が認められていたが、エクイティの訴訟では認められていなかった。1938年に制定された連邦民事訴訟規則2条は、「民事訴訟という一つの訴訟形式のみがある」と規定しており、コモン・ローの訴訟とエクイティの訴訟の区別がなくなったが、今日でも、1791年当時コモン・ロー上のものであった訴訟には陪審審理を受ける権利が認められ、同じくエクイティ上のものであった訴訟には陪審審理を受ける権利がない。もっとも、連邦民事訴訟規則によれば、裁判所が裁量で陪審を用いることが許されている。
ある制定法に基づく訴訟がコモン・ロー上のものかエクイティ上のものかを判断するには、(1) まず、その訴訟と、18世紀当時、コモン・ローとエクイティが一緒になる前のイギリスの法廷で起こされていた訴訟とを比較して、どちらの類型とより類似するかを判断する必要がある。(2) 次に、求められている救済方法を審査し、その性質上コモン・ロー上のものであるかエクイティ上のものであるかを判断する必要がある。救済方法が、金銭賠償だけである場合には純粋にコモン・ロー上のものであり、陪審の権利が認められる。差止命令、契約解除、特定履行のような非金銭的救済はエクイティ上のものであるから、陪審ではなく裁判官の判断に委ねられる。連邦最高裁は、エクイティとコモン・ロー双方の請求がされているときは、コモン・ロー上の請求について陪審審理を受ける権利は存続し、裁判官がエクイティ上の請求について判断する前にコモン・ロー上の請求について陪審による判断を受けなければならないと判断した。
刑事陪審と異なり、修正14条のデュー・プロセス条項の内容には含まれないと解されているため、民事事件で陪審審理を受ける合衆国憲法上の権利は、州には及ばない。もっとも、コロラド州を除く49州において、州憲法で民事陪審の権利が保障されており、同州においても憲法上の保障ではないものの民事陪審が実施されている。

#### 陪審審理の要求
連邦裁判所の民事事件では、刑事陪審と異なり、いずれかの当事者の要求があった場合に限り陪審審理 (jury trial) が行われる。一方の当事者が陪審審理を要求した場合、相手方は陪審審理を望まなくても拒否できず陪審審理が採用される。陪審審理を要求するためには、最後の訴答書面が送達されてから10日以内に陪審審理を要求する旨の書面を相手方に送達し、その後相当の期間内にこれを裁判所に提出しなければならず、この手続を行わない場合は陪審審理を受ける権利を放棄したものとして扱われる。その場合は裁判官による審理 (bench trial) が行われる。もっとも、事実審理（対審）前に訴えが却下される場合があるほか、裁判官は、当事者の申立てにより、重要な事実についての真の争いがないと判断する場合には、トライアルを行うまでもなく、サマリ・ジャッジメントという判決で一審手続を終局させることができ、これらの場合は当然陪審審理は行われない。またトライアル前に和解が成立して事件が終局することも多い（#統計の項も参照）。

#### 陪審員の人数及び選任手続
イギリス以来の伝統に従い、アメリカの民事陪審も、12人の陪審員で構成されるのが原則である。しかし、連邦裁判所における6人制の民事陪審も、憲法修正7条には違反しないとされた。連邦地裁では、トライアル開始時の陪審員の人数は、6名以上12名以下の範囲で裁判所が必要と考える人数とされ、トライアルの途中で欠員が出た場合、6名以上残っていれば補充しなくても評決をすることができる。また、当事者が合意した場合は5名以下になっても評決をすることができる。州裁判所でも、場合によって、6名（あるいは5名以下）の陪審を認めているところが多い。
民事陪審における陪審員の選任手続は、前述の刑事陪審とおおむね同様である。連邦裁判所では、理由付き忌避のほかに、各当事者は3名ずつの理由なし忌避を行使することができる。

#### 評議及び評決
審理が終わってからの説示から評議への流れは前述の刑事陪審と同様である。
ただし、連邦裁判所の場合、裁判官は、当事者の申立てに基づき、合理的な陪審であれば相手方に有利な判断をするだけの証拠はないであろうと判断するときは、陪審に評議を求める前に法律問題としての判決 (judgment as a matter of law) を下して一審手続を終局させることができる。
それ以外の場合、裁判官は、陪審に対して評議の上評決を答申するよう求めるが、その際には、原告勝訴か被告勝訴か、また原告勝訴の場合は救済内容（賠償額等）についての結論だけを答申する一般評決 (general verdict) を求めるのが一般的である。しかし、裁判所は、各争点についての結論をそれぞれ答申する個別評決 (special verdict) を求めることもできる。
陪審の評決は全員一致であることが求められるのが普通であるが、連邦裁判所では、当事者が合意した場合は全員一致でなくても評決をすることができる。州裁判所でも、場合によって、全員一致を要求しないところが多い。

#### 評決後の手続
裁判官は、評決に従って判決を下すのが原則である。しかし、裁判官は、評決後であっても、当事者の再度の申立てに基づき、合理的な陪審であれば相手方に有利な判断をするだけの証拠はないであろうと判断する場合には、法律問題としての判決によって、評決と異なる結論を下すことができる。また、法律問題としての判決を下さない場合でも、評決について証拠上余りにも疑問があるときは、裁判官は、当事者の申立て又は職権により、再審理 (new trial) を命じることができる。前述のサマリ・ジャッジメントや、法律問題としての判決は、裁判官が陪審をコントロールするための手段として重要な意味を持つという意見がある。

### 統計
アメリカの刑事事件では、多くが司法取引で解決され、また取り下げられる事件も多いため、対審（陪審又は裁判官による事実審理）が開かれる割合はわずかである。また、民事事件でも、事件の大多数が和解等で終わるため、トライアルに至る事件は少なく、その中でも陪審によるトライアルが行われるのは少数である
連邦地方裁判所と、州の一般管轄を有する裁判所（地方裁判所に相当）における刑事・民事の各新受件数及び陪審トライアルの件数をそれぞれ合計すると、次のようになっている（1999年のデータ）。
|      | 連邦地裁 | 連邦地裁       | 州の一般管轄裁判所 | 州の一般管轄裁判所 |
|      | 新受件数 | 陪審トライアル | 新受件数           | 陪審トライアル     |
| ---- | -------- | -------------- | ------------------ | ------------------ |
| 刑事 | 59,923   | 3,268          | 4,924,710          | 54,625             |
| 民事 | 260,271  | 4,000          | 7,171,842          | 33,125             |
| 合計 | 320,194  | 7,268          | 12,096,552         | 87,750             |

さらに、近年、トライアル（特に陪審トライアル）の減少が指摘されている。連邦地方裁判所におけるトライアルの件数と、その新受件数に対する割合は次のようになっており、陪審トライアルは件数、割合ともに減少傾向にあることが窺われる。
同様に、州裁判所でも陪審トライアルは減少傾向にある。州裁判所を対象とした調査によれば、刑事事件（23州のデータ）では、1976件から2002年までの間に、既済件数が急増する一方、陪審・裁判官ともにトライアル件数は減少し、うち重罪事件（13州のデータ）について見ると、1976年には既済件数に対するトライアルの件数の割合が約9%（陪審5.2%、裁判官3.7%）であったのに対し、2002年には約3%（陪審2.2%、裁判官1.0%）まで減少していた。民事事件（22州のデータ）でも、事件数の増加に対しトライアルは減少し、うち一般事件（10州のデータ）について見ると、1992年に既済件数に対するトライアルの件数の割合が約6%（陪審1.8%、裁判官4.3%）であったのに対し、2002年には約5.6%（陪審1.3%、裁判官4.3%）となっている。
それでも、推計によれば、毎年約500万人のアメリカ人が陪審員候補者として裁判所に出頭し、うち約100万人が陪審員に選任されている。1999年に行われたアメリカ人1800人を対象とした調査では、24%が陪審員を経験したことがあると答えた。別の2004年の調査では、47%が陪審員を経験したことがあると答え、また多くが陪審制について肯定的な見方をしていることが分かった。

## イギリス

### イングランド及びウェールズ
イングランド及びウェールズは、陪審制発祥の地であるにもかかわらず、アメリカと異なり陪審裁判を受ける権利を保障した成文憲法がないこともあり、次第に時間と費用がかかりすぎるという考えから、陪審審理が制限されていった。特に19世紀から20世紀にかけ、陪審審理が行われない治安判事裁判所の管轄できる事件の範囲が徐々に拡大するにつれ、実質的に陪審審理は限定されるようになったと指摘されている。
イングランド及びウェールズでは、陪審員は18歳から75歳までの有権者登録された市民から無作為に選ばれる。

#### 刑事陪審

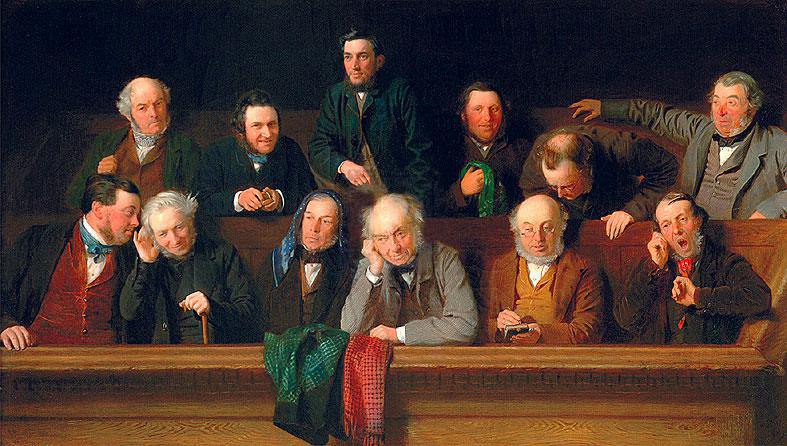
イギリスの陪審（1861年）

刑事事件のうち、一定の重大な事件である正式起訴犯罪 (indictable-only offence) は治安判事裁判所における予備審問の後に必ず国王裁判所に送られ、選択的起訴犯罪 (offence triable either way) は治安判事により正式起訴手続相当と判断された場合は国王裁判所に送致される。治安判事が略式起訴手続相当として自らの裁判所で裁判することを決定した場合でも、被告人は国王裁判所における陪審審理を選択する権利がある。こうして国王裁判所に送られた事件は、陪審により審理される。略式起訴犯罪 (summary offence) については、治安判事が裁判を行い、陪審審理は行われない。
ただし、2003年刑事司法法 (Criminal Justice Act 2003) により、国王裁判所でも陪審審理が行われない二つの例外が設けられた。一つは重大又は複雑な詐欺事件について、審理にかかる期間や複雑性から陪審審理の負担が大きいと判断した場合には、裁判官が陪審なしの審理を命じることができるとするものである（ただし高等法院首席判事の承認が必要）。この規定は立法過程で大きな論争を招いたため、議会両院が認めるまで施行されないこととされており、2008年現在、政府の努力にもかかわらず、この規定の施行の目処は立っていない。
もう一つは、陪審に対する干渉（買収、威迫等）が疑われる事件で、陪審なしの審理を許すものである。これは、陪審に対する干渉について「現実的かつ差し迫った危険」を示す証拠があり、警察による保護をもってしても、干渉が行われる十分な可能性があり、かつ陪審なしの審理が正義にかなう場合に許される。同規定は2006年7月24日に施行され、最初に適用されたのは2008年2月であった。
このほか、2004年ドメスティック・バイオレンス処罰及び被害者法 (en) 17条から20条には、ドメスティック・バイオレンスで訴追された被告人について、一部の訴因だけをサンプルとして陪審で審理し、有罪の場合には残りの訴因を裁判官のみで審理するという規定が設けられた。これらの規定は2007年1月8日に施行された。
また、被告人が以前に同一犯罪で裁判を受け有罪判決又は無罪判決を受けたことを理由として一事不再理の申立てをした場合も、裁判官はその問題を陪審なしで判断する。
現在、刑事事件の事実審理（トライアル）の大多数は法曹資格のない治安判事により行われており、陪審審理が行われるのは1%程度にすぎない。1997年の時点で、約186万人の被告人が治安判事裁判所で裁判を受けるのに対し、国王裁判所で裁判を受けるのは約9万1300人（正式起訴犯罪はその19%）で、そのうち無罪の答弁をして陪審審理を受けるのは67%である。陪審審理を受けた者のうち、無罪の評決を受けるのは40%である。

#### 検死陪審
検死官は、(1) 刑務所又は警察の留置場で人が死亡した場合、(2) 警察官の職務執行に際し人が死亡した場合、(3) 労働における健康と安全等に関する法律 (en) に当てはまる死亡の場合、又は(4)人の死亡が公衆の健康若しくは安全に影響を及ぼす場合には、死因審問のため、陪審を召喚しなければならない。
2004年、イングランド・ウェールズにおける死者51万4000人のうち、2万8300件について死因審問が行われ、そのうち570件が陪審によって行われた。

#### 民事陪審
1846年までは、イングランド及びウェールズではすべてのコモン・ロー上の民事事件は陪審によって審理されていた。しかし、1846年の法律で州裁判所 (County Court) が新設され、そこでは当事者が希望した場合で、5ポンドを超える事件に限って陪審審理が行われることとされた。すると、州裁判所で陪審審理を要求する当事者は実際には少なかった。この新しい制度が成功をもって受け止められたことに加え、裁判官の清廉さと法制度の専門化が次第に認識されるようになったこともあって、1854年のコモン・ロー手続法 (Common Law Procedure Act) で、高等法院王座部における訴訟当事者が裁判官1名のみの審理を選べることとされた際も、大きな抵抗なく受け入れられた。その後の80年間に、民事事件における陪審審理の利用は着実に減っていった。1883年には、最高法院規則で、陪審による証拠調べが不便であるなど一定の場合に、裁判官の裁量により陪審審理を行わないことが認められた。
1933年の司法運営（雑則）法6条は、高等法院王座部における陪審審理の権利を次の事件に対して保障する一方、その他の事件については、高等法院王座部で審理されるいかなる訴訟も、裁判所又は裁判官の裁量により、陪審で審理するか陪審なしで審理するかを命じることができるとした。
| - 詐欺 - 文書による名誉毀損 - 口頭による名誉毀損 - 悪意訴追・誣告 | - 不法監禁 - 誘惑 - 婚約破棄 |

この法律は事実上、イングランド及びウェールズにおける民事陪審に終わりを告げるものであった。
1966年の控訴院の判決で、デニング裁判官は、人身傷害の事件は損害の算定に技術的な専門知識と経験が必要であるため陪審審理にふさわしくないとの判断を示した。その当時、既に、当事者が人身傷害の事件で陪審審理を求めることはほとんどなかったものの、民事事件の多くを占める人身傷害の事件で陪審審理が否定されたことは、民事陪審の終焉を決定的にした。ロンドン地下鉄で発生したキングズ・クロスの火災 (en) についての1990年の訴訟では、訴訟当事者が陪審審理を求めたが、事件の技術的な性格を理由に拒否された。
1981年最高法院法 (Supreme Court Act 1981) 69条は、1933年法6条を改め、高等法院における民事陪審の適用範囲を更に狭めた。すなわち、陪審審理を行わなければならない事件を、詐欺、名誉毀損、悪意訴追・誣告、不法監禁の事件に限り、かつ、これらの事件においても、トライアルに書面や金銭の計算や科学的調査、あるいは現場の調査が必要で、陪審により行うには不都合であると裁判所が考える場合には、陪審審理を行わないことができるとされた。
今日、イングランドとウェールズにおける民事事件のトライアルのうち、陪審によるものは1%未満であり、その多くが名誉毀損事件である。

#### 陪審員の数と評決
| 裁判所     | トライアル開始時 | 最少人数 | 可能な多数決          | 根拠                                                   |
| ---------- | ---------------- | -------- | --------------------- | ------------------------------------------------------ |
| 国王裁判所 | 12               | 9        | 11-1, 10-2, 10-1, 9-1 | Juries Act 1974, s.17                                  |
| 高等法院   | 12               | 9        | 11-1, 10-2, 10-1, 9-1 | Juries Act 1974, s.17                                  |
| 州裁判所   | 8                | 7        | 7-1                   | County Courts Act 1974, s.67; Juries Act 1974, s.17(2) |
| 死因審問   | 7 - 11           | —        | 少数意見が2名以内     | Coroners Act 1988, s.8(2)(a), s.12                     |

何らかの理由で陪審員が解任された場合も、最少人数の陪審員が残っている限りトライアルを続行することができる。裁判官は、陪審に対し全員一致の評決を求めるべきであり、何があっても、2時間10分が経過するまでは、多数決が可能であることを述べてはならない。これはもともと2時間であったが、陪審に、評議室に下がってから落ち着くための時間を与えるために延長された。

### スコットランド

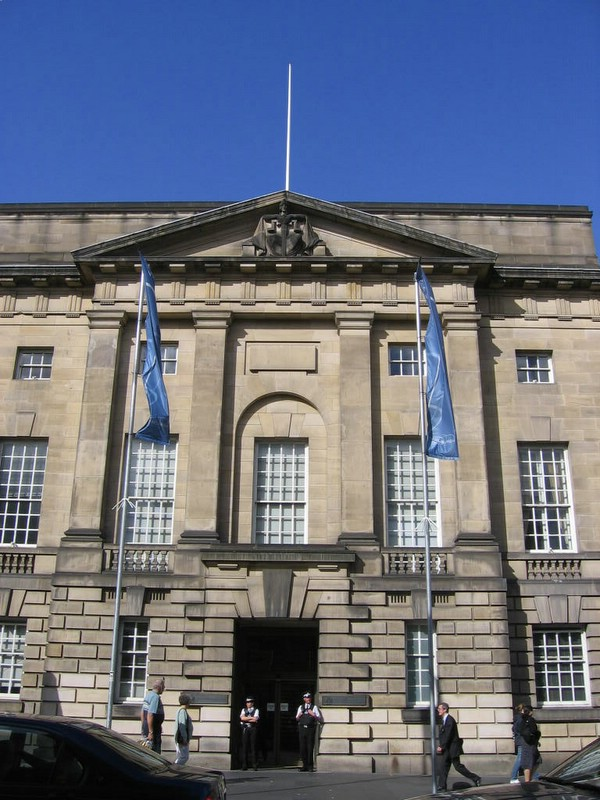
スコットランドの最高法院

スコットランドの刑事事件は、(1) 最高法院 (High Court of Justiciary)、(2) 州裁判所 (Sheriff Court) の正式手続 (solemn procedure)、(3) 同じく州裁判所の略式手続 (summary procedure)、又は (4) 簡易裁判所 (District Court) のいずれかに起訴され、審理される。このうち最高法院と州裁判所の正式手続では陪審審理が行われるが、他の二つでは裁判官による審理が行われる。殺人罪と強姦罪（その他ごく限られた犯罪）は最高法院に専属的管轄があるので、陪審審理が保障されている。その他の事件は、検察官の選択により、最高法院（量刑に制限なし）、州裁判所の正式手続（選択できる量刑の上限が自由刑3年）、同じく州裁判所の略式手続（量刑の上限が3か月）又は簡易裁判所（量刑の上限が60日）に起訴される。被告人には正式手続と略式手続の選択権はない。
スコットランドの刑事陪審の、イングランドなど他の法域と比べた場合の特殊性は、次の3点にある。
- 陪審員の人数が15人である。これは16世紀末までに確立した伝統である[149]。
- 評決は、8対7の単純多数決で行う。そのため、評決不能 (hung jury) は生じない。ただし、審理の途中で陪審員が病気等で欠けた場合、12人以上残っていれば審理を続行することができるが、その場合でも有罪評決を答申するためには8人の賛成が必要であり、その賛成が得られなければ無罪評決となる[150]。
- 有罪 (guilty)・無罪 (not guilty) の評決のほかに「証明なし」(not proven) という特殊な評決が認められている。証明なしは無罪評決と効果に違いはないが、「無罪」が、被告人が罪を犯していないということ（無実）を積極的に宣言するものと考えられているのに対し、「証明なし」は被告人の有罪が結果的に証明されなかったということを意味するにすぎないと考えられており、証明なしの評決はしばしば出されている[151]。

一方、スコットランドの民事陪審は、1815年にイングランドから移入されたもので、陪審員の人数や評決に必要な数、評決の種類などはイングランドと同様である。民事陪審が行われるのは最高民事裁判所 (Court of Session) における一定の類型の事件に限られ、当事者の希望による。対象となるのは、人身傷害（死に至った場合を含む）に対する損害賠償の訴え、名誉毀損の訴え、過失又は準過失の不法行為に基づく訴え、（現在は実際には行われていないが）一定の根拠に基づく減額の訴えである（1988年法11節）。陪審審理の期日が指定されるのは年に200件程度であり、そのうち実際に期日が実施されるのは年に50件程度である。陪審審理が必要な事件では、エディンバラ及びロージアン（イースト、ウェスト、ミッド）に居住する者の中から36人の陪審員候補者が召喚され、その中から12人の陪審員が選ばれる。評決は全員一致又は多数決で行われる。

### 北アイルランド
北アイルランドでは、陪審裁判の役割はおおむねイングランド、ウェールズと同じである。もっとも、テロリストであるとされる者の犯行については、1973年から、陪審裁判ではなく裁判官のみの裁判所（ディプロック・コート、en）で行われた。これはアイルランド独立戦争の間に陪審に対する脅迫が多く行われたことによる。安全面の改善に伴い、ディプロック・コートは2007年7月に廃止されることとなった。

## その他の国
陪審制は、アメリカ・イギリス以外にも、イギリスの旧植民地などを中心に、世界の多くの国にある。2000年の時点で、次の国・地域に陪審制があることが報告されている。ただし、これらの中には、特に民事陪審については、制度ないし規定としてはあっても、実際には全く、あるいはほとんど用いられていない国・地域もある（その場合、民・刑の符号に[ ]を付す）。
- ヨーロッパ
  - イギリス（刑・[民])、アイルランド（刑・[民])、マン島（刑・民）、ジャージー島（刑）、オーストリア（刑）、ベルギー（刑）、デンマーク（刑）、ノルウェー（刑）、スイス（[刑]）、ロシア（刑）、スペイン（刑）
- アフリカ
  - ガーナ（刑）、マラウイ（刑・[民]）、セントヘレナ（[刑]）、ジブラルタル（刑）
- アジア及び南太平洋
  - オーストラリア（刑）、ニュージーランド（刑・[民]）、スリランカ（刑）、トンガ（刑・[民]）、クック諸島（刑）、マーシャル諸島（刑）、アメリカ領サモア（刑）、グアム（刑・民）、北マリアナ諸島（刑・民）
- 北米、カリブ海
  - アメリカ合衆国（刑・民）、カナダ（刑・[民])、アンギラ（刑・[民]）、トルトラ島（刑）、ドミニカ国（刑）、モントセラト（刑・[民]）、アンティグア・バーブーダ（刑）、セントルシア（刑）、セントビンセント・グレナディーン（刑・[民]）、グレナダ（刑）、ヴァージン諸島（刑・民）、バミューダ諸島（刑・民）、ケイマン諸島（刑・[民]）、タークス・カイコス諸島（刑・民）、バハマ（刑）、バルバドス（刑）、セントクリストファー・ネイビス（刑・[民]）、ジャマイカ（刑・[民]）、トリニダード島（刑）、プエルトリコ（刑・民）
- 南米・中米
  - ガイアナ（刑）、ベリーズ（刑・[民]）、パナマ（刑）、ニカラグア（刑）、ブラジル（刑）、ベネズエラ（[刑]）

以下、各国における現行の陪審制の例を挙げる。
オーストラリア
オーストラリアには、イギリス植民地時代の19世紀に陪審制がもたらされた。
オーストラリアの刑事事件の大多数を占める、州（又は領域）の犯罪については、正式起訴犯罪 (indictable offence) と略式起訴犯罪 (summary offence) に分かれる。正式起訴犯罪が州の最上級裁判所（最高裁判所）又は中級裁判所（地方裁判所や郡裁判所）に正式起訴（国王の名による起訴）された場合は、12人で構成される陪審の審理を受ける。ある犯罪が正式起訴犯罪であるか略式起訴犯罪であるかは立法によって決められるが（明示的に定められていない場合は、通常、刑の上限が1年の自由刑を超える場合に正式起訴犯罪となる）、正式起訴犯罪であっても、事案の軽重、被疑者の希望、検察官や治安判事の意見等を考慮して、治安判事裁判所に略式起訴されることもある。この場合は陪審審理は行われない。ニューサウスウェールズ州、南オーストラリア州、西オーストラリア州、オーストラリア首都特別地域では、正式起訴された被告人でも単独裁判官による審理を選択することができることとされている。近年、略式起訴される割合が増加しており、陪審審理は減少しつつある。
次に、連邦の犯罪（例えば禁止薬物の輸入など）については、1901年に制定されたオーストラリア連邦憲法において、正式起訴された場合の陪審審理が保障されている。もっとも、どの犯罪を正式起訴犯罪とするかは連邦議会の裁量に委ねられており、どれほど重い罪であっても、略式起訴犯罪としたり、選択的正式起訴犯罪として個々の事件ごとに決めさせたりすることも可能であると解釈されている。正式起訴がされた場合には、被告人には陪審審理を放棄する権利はないとするのが判例である。
カナダ
カナダでは、イギリスの植民地時代の18世紀半ばに陪審制が導入された。1892年に制定された刑法典において、重大事件について陪審審理を受ける権利が承認された。1982年に制定された成文憲法 (Charter of Rights and Freedoms) でも、一定の重大な犯罪について陪審審理の権利が保障された。ただし、多くの選択的正式起訴犯罪については、検察官 (Crown attorney) が陪審審理を回避することができ、陪審審理が行われない事件が増えている。
韓国
韓国では、2008年から、重大犯罪のうち被告人が希望した事件を対象に、陪審制に参審制を組み合わせた国民参与裁判制度を実施している。陪審員のみで評議を行い、原則として全員一致で評決を行うが、意見が分かれた場合は裁判官と協議の上、多数決で評決を行う点、裁判官は陪審の評決と異なる判決を言い渡すことができる（その場合は判決書に理由を記載する）点など、伝統的な陪審制とは異なる特徴がある。
デンマーク
デンマークでは、陪審制と参審制が併用されており、重大事件は裁判官3名と陪審員12名の陪審制で審理されるのに対し、軽罪事件のうち自白事件は裁判官1名で、否認事件は裁判官1名と参審員2名の参審制で審理が行われる。
ニュージーランド
ニュージーランドは、植民地時代の1841年の立法によってイギリスから陪審制を継受した。
現在、ニュージーランドでは、成文憲法ではなくコモン・ローの慣習と1990年の権利章典法 (Bill of Rights Act) に基づいて陪審制が行われている。最高刑が14年以上の自由刑である犯罪については陪審審理が必要であり、最高刑が3か月を超える自由刑の犯罪については被告人が陪審審理を選ぶ権利が与えられている。ただし、警察官に対する暴行罪など、一定の犯罪については陪審審理が除外されている。
民事事件では、上級裁判所 (High Court) において、負債の返済請求や金銭賠償請求など一定の事件について一方当事者が陪審審理を要求することができる。しかし、陪審審理を受ける絶対的な権利があるわけではなく、難しい法律問題を含む場合か、書面、計算関係の証拠調べが長引いたり、科学的・技術的・ビジネス的・専門的な難しい問題を含んでいたりして陪審で行うには不便な場合には、裁判官のみの審理を命じることができる。現在では民事陪審が行われるのは年に1件か2件程度である。
ノルウェー
ノルウェーでも、デンマークと同様、陪審制と参審制が併用されている。1審の地方裁判所では裁判官制又は参審制で行われ、2審の高等裁判所では、法定刑が6年以上の否認事件が裁判官3名と陪審員10名の陪審制で裁かれるが、それ以外の事件は参審制又は裁判官制で裁かれる。
ロシア
ロシアでは、1864年にアレクサンドル2世により陪審制が導入されたが1917年に廃止され、人民参審制が行われていた。1993年に一部地域で陪審制が復活した後、2003年に全地区へ拡大するとともに、参審制は廃止された。

## 日本
日本に陪審制が紹介されたのは幕末から明治初年にかけてであり、当初"jury"の訳語としては「立会ノモノ」（福沢諭吉『西洋事情』1866年）、「断士」・「誓士」（津田真道『泰西国法論』1868年）、「陪坐聴審」（柳河春三訳『知環啓蒙』1864年）、「陪審（たちあひ）」（中村正直『共和政治』1873年）などが用いられていた。ボアソナードが刑法草案・治罪法草案に「陪審」を用いたことなどから「陪審（ばいしん）」が定着した。
明治憲法では陪審制は採用されなかったが、1928年（昭和3年）から1943年（昭和18年）までの間、後述のとおり陪審法の下に刑事事件で陪審制が行われた。1943年（昭和18年）以来、同法は施行停止されている。
また、戦後のアメリカ統治下であった沖縄県でも、1963年（昭和38年）から1972年（昭和47年）までの間、アメリカ民政府裁判所において、陪審制が実施されていた。

### 昭和初期

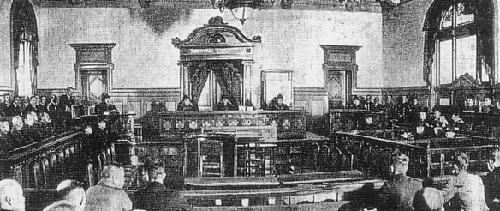
東京地方裁判所にあった陪審法廷

#### 沿革
明治憲法制定に当たって日本が参照したプロイセン王国法には陪審制の規定があり、当初は日本でも陪審制の憲法での明文化が議論されていたが、大久保利通、木戸孝允、伊藤博文らの海外使節団は、帰国後の報告書（1871年）で、陪審制を日本で実施することは難しく、かつ「不用」であるとした。結果的に、明治憲法では陪審制は採用されなかった。
1909年（明治42年）の第26回帝国議会において、立憲政友会議員から「陪審制度設立ニ関スル建議案」が提出され、衆議院を通過したが、このときは陪審制は成立を見なかった。
その後、大正デモクラシー運動が高揚する中、1918年（大正7年）に原敬内閣が成立すると、原は陪審制度導入に着手し、司法省に置かれた陪審法調査委員会において法案が起草された。しかし、美濃部達吉や枢密院は、裁判官の資格を持たない者の裁判関与を認める陪審制は明治憲法24条に違反するなどと主張して、陪審の評決が裁判官を拘束しないこととするなどの大幅な修正を求めた。結局、原内閣を継いだ高橋是清内閣がこれらの修正を受け入れ、1923年（大正12年）の第46回帝国議会において陪審法（大正12年4月18日法律第50号。以下条数のみを記載する。）が成立し、1928年（昭和3年）10月1日から施行された。
この法令により初めて行われた陪審裁判は、1928年（昭和3年）10月23日に大分地方裁判所で開かれた殺人未遂事件をめぐる裁判である。

#### 対象事件
法定刑が死刑又は無期懲役・無期禁錮に当たる刑事事件については原則として陪審の評議に付すこととされ（2条、法定陪審事件）、長期3年を超える有期懲役・禁錮に当たる事件で、地方裁判所の管轄に属するものについては、被告人が請求したときには陪審の評議に付すこととされた（3条、請求陪審事件）。この請求陪審は、日本独自の制度であった。
もっとも、被告人が公判又は公判準備において公訴事実を認めた場合は、陪審の評議に付することはできないとされた（7条）。また、被告人は、法定陪審事件であっても陪審を辞退することができ、請求陪審事件でいったん陪審を請求した後でも検察官の陳述の前であれば請求を取り下げることができた（6条）。
なお、法定陪審事件・請求陪審事件の要件を具備する場合でも、(1) 大審院の特別権限に属する罪、(2) 皇室に対する罪、内乱に関する罪、外患に関する罪、国交に関する罪、騒擾の罪、(3) 治安維持法の罪、(4) 軍機保護法、陸軍刑法又は海軍刑法の罪その他軍機に関し犯した罪、(5) 法令によって行う公選に関し犯した罪については、陪審裁判の対象としないこととされた（4条、陪審不適事件）。

#### 陪審員
陪審員は12人で（29条）、陪審員の資格としては、30歳以上の男子で、直接国税3円以上を納めており、読み書きができるなどの要件を満たしていることが必要であった（12条）。ほかに、引き続き2年間以上同一市町村に住居すること。ただし、禁治産者、準禁治産者、破産者で復権を得ない者、聾者、唖者、盲者、懲役、6年以上の禁錮、旧刑法の重罪の刑または重禁錮の処せられた者は陪審員にはなれない。

#### 陪審裁判の手続
陪審事件については、公判前に公判準備期日の手続が行われ（35条）、被告人を尋問した上（42条）、証人尋問等の証拠調べの決定が行われた（43条）。この時点で被告人が事実に間違いない旨陳述すれば、陪審は中止され、通常の審理に移行した（51条、7条）。
公判期日には陪審員候補者名簿から抽選で選ばれた36人の陪審員を呼び出した（27条、57条）。その中から検察官と被告人は理由なく忌避することができ（64条、65条4項）、忌避されなかった者の中から12人が陪審員となった（67条）。

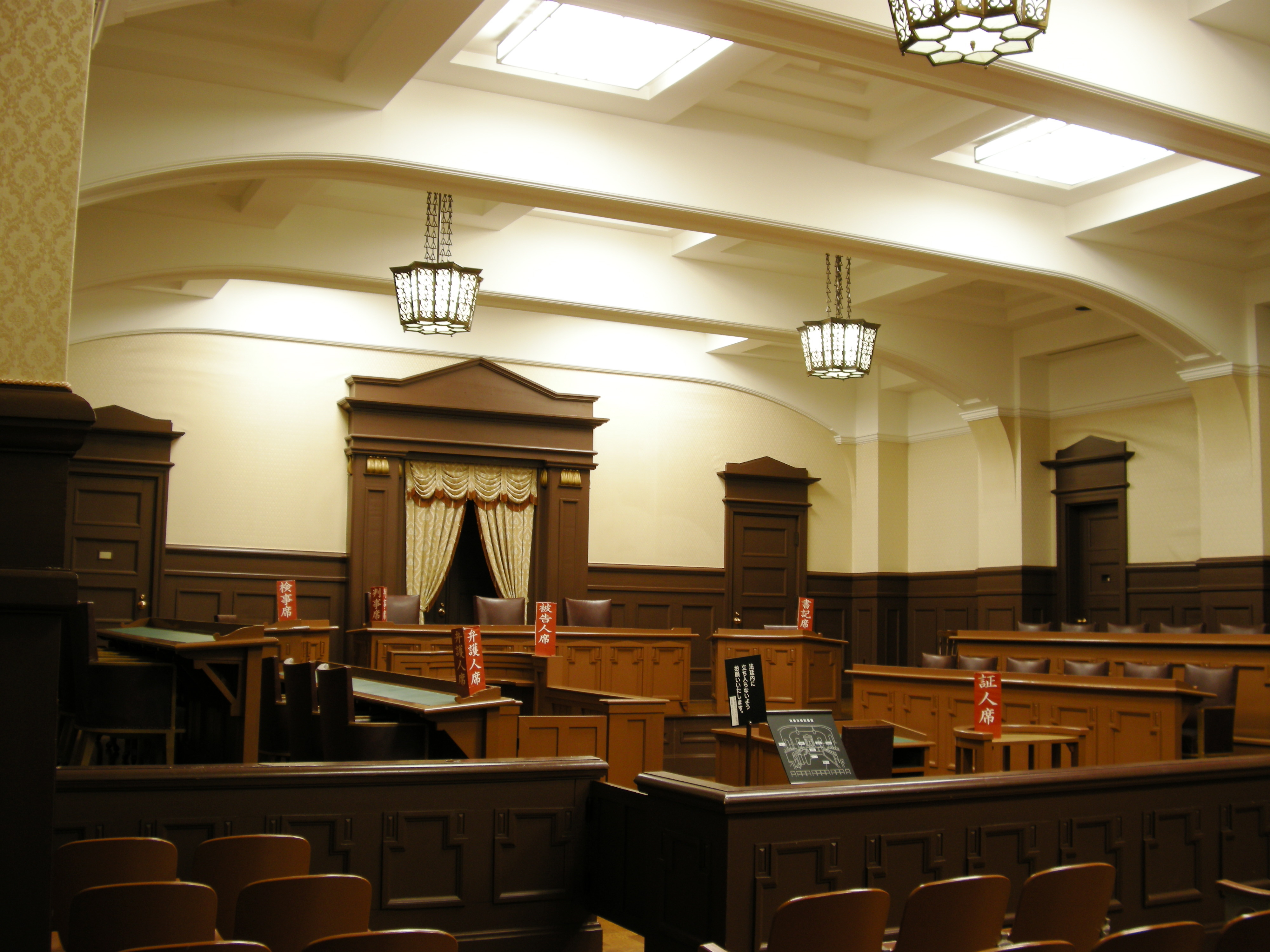
立命館大学末川記念会館に移築されて残る、京都地方裁判所の陪審法廷。

その後、公判手続が行われ、裁判長による陪審員の心得の諭告（ゆこく）、陪審員の宣誓（69条）、検察官による被告事件の陳述、被告人尋問、証拠調べ、論告・弁論（76条）、裁判長の陪審に対する説示、犯罪構成事実の有無についての問い（77条）と進行した。陪審は、裁判長から「問書」を受け取ると、評議室に入り（81条、82条）、評議の上、「然り」又は「然らず」との答申をすることとされた（88条）。犯罪構成事実を肯定するには陪審員の過半数の意見によることが必要であった（91条）。評議が終わるまでは、裁判長の許可がなければ評議室から出たり他人と話をしたりすることができず、公判が数日にまたがる場合は裁判所に設置された陪審員宿舎に宿泊しなければならなかった（83条、84条）。
裁判所は、陪審の有罪の答申を採択する場合には、情状に関する事実の尋問・証拠調べ、第2次の論告・弁論（96条）を経た上、法令を適用して有罪の言渡しをし（97条2項）、無罪の答申を採択する場合には無罪の言渡しをする（同条3項）。しかし、裁判所は、陪審の答申を不当と認めるときは、他の陪審の評議に付すること（陪審の更新）ができた（95条）。
陪審の答申を採択して事実の判断をした判決に対しては、控訴をすることはできなかった（101条）。なお、大審院への上告はできた（102条）。

#### 陪審制の停止
多額の陪審費用が被告人の負担とされることが多かったこと、陪審を選択した場合は控訴によって事実認定を争うことはできなかったことなどから、被告人が法定陪審事件で陪審を辞退したり、請求陪審事件でいったん陪審を請求しても請求を取り下げる例が多かった。裁判官が陪審員の答申に拘束されないこと（陪審の更新）も、陪審制の意義を骨抜きにするものであった。1928年（昭和3年）から1942年（昭和17年）までの間に、法定陪審事件2万5097件のうち、実際に陪審に付されたのは448件、請求陪審事件で請求があった43件のうち、実際に陪審に付されたのは12件であった。1941年（昭和16年）と1942年（昭和17年）には、陪審審理は1件ずつしか行われなかった。
また、第二次世界大戦が激化するにつれ、市町村では徴兵業務の負担が重くなり、陪審員名簿の作成が難しくなってきたことから、市町村から陪審制停止の要望が出された。こうして、1943年（昭和18年）4月1日に陪審法ノ停止ニ関スル法律によって陪審制が停止されることになった。同法は附則3項において「今次ノ戦争終了後再施行スル」と規定していたが、再施行されないまま今日に至っている。
この制度によって484件が陪審に付され（うち24件は陪審の更新によるもので、実質事件数は460件）、うち81件に無罪判決が出た。

#### 復活論と裁判員制度
終戦後、占領軍は日本における陪審制の復活を強くは主張せず、1947年（昭和22年）4月16日公布の裁判所法（同年5月3日施行）では、別に法律で刑事事件の陪審制を設けることを妨げないと規定されるにとどまった（同法3条3項）。
1955年（昭和30年）、正木ひろしによる八海事件に関する冤罪の告発と裁判批判の書『裁判官』がベストセラーとなった。大衆の手による陪審員制度を作ろうとする主張が、松川事件などを通じて裁判不信に陥っていた大衆の心をつかんだものの、制度改正までには発展しなかった。
1999年（平成11年）7月に設置された司法制度改革審議会で国民の司法参加が取り上げられることとなり、陪審制に関する議論が急浮上したが、同審議会の最終意見書で、職業裁判官と市民が共に評議・評決を行う、参審制に近い裁判員制度の採用が決まった。

### アメリカ統治下にあった沖縄県

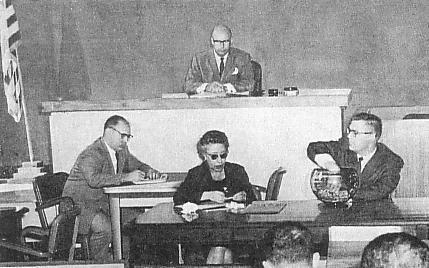
米国民政府裁判所で行われた陪審員の抽選

当時の沖縄県では、高等弁務官を長とするアメリカ民政府と、その下に置かれた琉球政府があった。1963年3月8日、「アメリカ民政府刑事裁判所」（1958年7月21日布告第8号）及び「刑法並びに訴訟手続法典」（1955年3月16日布令第144号）が改正され、アメリカ民政府裁判所における刑事裁判について、大陪審と小陪審が導入された。また、1964年5月21日、「アメリカ民政府民事裁判所」（1958年7月21日布告第9号）が改正され、アメリカ民政府裁判所における民事裁判について陪審制が導入された。以後、刑事・民事の陪審制が1972年の施政権返還まで行われた。
これは、在住のアメリカ人やアメリカ人弁護士からの陪審裁判への要求があったためであるとされる。もっとも、純粋にアメリカ人だけが関与する制度ではなく、(1) 陪審員の資格としてはアメリカ国籍を要求せず、単に「三月間琉球列島内に居住した者」とされていたことから、琉球住民を含め居住者の全てが陪審員として参加することができた（ただし英語の読み書きのできない者は除かれた）。また、(2) 刑事・民事事件ともに、当事者がアメリカ人の事件に限定せず、「高等弁務官が合衆国の安全、財産または利害に影響を及ぼすと認める（特に）重大な事件」についてはアメリカ民政府裁判所の裁判権が及んでいたことから、居住の者が当事者の事件も陪審による審理を受けることができた。
制度の概要は次のとおりである。
大陪審
アメリカ民政府高等裁判所において、重罪（死刑又は1年を超える懲役に当たる罪）については大陪審による正式起訴（インダイトメント）を受ける権利が保障された。被疑者が権利を放棄した場合は、検察官による簡易起訴が行われた。大陪審は6名以上9名以下で構成された。
刑事（小）陪審
アメリカ民政府高等裁判所において、微罪以外のすべての犯罪について小陪審による裁判を受ける権利が保障された。被告人が罪状認否手続で無罪答弁等をした場合は原則として陪審審理が行われるが、被告人が権利を放棄した場合は裁判官による審理が行われた。刑事・民事とも小陪審は12名で構成された（これに加え予備員も選任された）。
評決は有罪か否かの一般評決であり、全員一致であることを要した。無罪評決に対しては二重の危険の禁止から上訴できず、有罪評決に対しては、手続的瑕疵や法律違反についての上訴が許されていた。
民事陪審
民事陪審は、アメリカ民政府民事裁判所において行われた。
この制度により1963年から1972年までの間に行われた陪審裁判は、刑事・民事合わせておよそ10件程度と推定されている（この間の全事件数は103件（刑事89件、民事14件）であった）。